# Lyriothemis cleis
Lyriothemis cleis – gatunek ważki z rodziny ważkowatych (Libellulidae).